# 德龙汇能
德龙汇能集团股份有限公司（深交所：000593，简称：德龙汇能），前称四川大通燃气开发股份有限公司，是中国深圳证券交易所的一家上市公司，主营业务范围为零售业。
2011年，该公司主营业务收入为556823098.55元，公司净利润为51222728.83元，公司总资产为653354364.48元。2018年10月，该公司被顶信瑞通收购，随后于2022年2月以顶信瑞通实际控制人旗下的德龙集团的字号更为现名。